# Squadra Omicidi Barcellona
Squadra Omicidi Barcellona (Der Barcelona Krimi) è una serie televisiva tedesca di genere poliziesco, diretta da Jochen Alexander Freydank e Isabell Suba.
Della serie, trasmessa in prima visione in Germania dall'emittente ARD sul canale Das Erste, è andata in onda una sola stagione, per un totale di due episodi in formato di film per la televisione, della durata di 90 minuti circa ciascuno e una seconda stagione era prevista per il 2020.
Nel giugno del 2025, Christopher Pellander, il caporedattore di Ard Degato, dichiara la cancellazione della serie
In Italia la serie va in onda su Rai 2 dal 18 novembre 2018 al 21 agosto 2025.

## Trama
Due detective, Xavi Bonet e Fina Valent, vengono chiamati sulla scena del crimine in uno dei tanti cantieri di Barcellona.
Negli ultimi tempi la città spagnola è al centro di un vero e proprio processo di gentrificazione. Ovvero quel processo selvaggio di costruzione indiscriminata di cui sono protagoniste molte città. Nelle zone in cui sorgevano semplici condomini adesso si stanno costruendo appartamenti di grande lusso e prestigio.
L’imprenditore edile Macario Herera è uno dei protagonisti di questo stravolgimento urbano. Fina Valent e Xavi Bonet vengono chiamati perché l’uomo è stato trovato ucciso in uno dei suoi cantieri. Proprio per essere stato artefice del cambiamento di gentrificazione Herera si era fatto molti nemici. Tra questi il suo socio in affari Nestor Rodriguez e lo stesso suo figlio Felix che combatteva contro i progetti di Herera e che è amico della figlia di Fina Valent, ovvero Maria.
Ad odiare Herera c’erano anche molte persone che erano state cacciate dai loro appartamenti. Tra le vittime dell’imprenditore c’era stato anche Ruben, un amico di infanzia di Xavi Bonet che aveva lui stesso perso il suo appartamento.
Il finale del film
Xavi a questo punto porta l’indagine su un lato personale perché vuole vendicare il proprio amico. Ma anche Fina è di parte perché Nestor Rodriguez in passato era stato il suo amante. Non sarà facile risalire al responsabile dell’omicidio. Superando i contrasti personali, i due poliziotti uniranno le forze e riusciranno a portare il colpevole allo scoperto.

## Episodi
| nº | Titolo originale   | Titolo italiano         | Prima TV Germania | Prima TV Italia  |
| -- | ------------------ | ----------------------- | ----------------- | ---------------- |
| 1  | Über Wasser halten | Tenersi a galla         | 2 novembre 2017   | 18 novembre 2018 |
| 2  | Tod aus der Tiefe  | Intrighi di potere      | 9 novembre 2017   | 17 novembre 2019 |
| 3  | Entführte Mädchen  | Ragazze in ostaggio     | 21 maggio 2020    | 7 agosto 2022    |
| 4  | Blutiger Beton     | Sangue e cemento        | 28 maggio 2020    | 28 marzo 2021    |
| 5  | Der längste Tag    | Amori sofferti          | 5 maggio 2022     | 28 agosto 2022   |
| 6  | Der Riss in allem  | Il giorno più lungo     | 12 maggio 2022    | 11 luglio 2023   |
| 7  | Totgeschwiegen     | Madri silenziose        | 30 novembre 2023  | 18 agosto 2025   |
| 8  | Absturz            | Vite disperate          | 7 dicembre 2023   | 19 agosto 2025   |
| 9  | Wächter der Stadt  | I guardiani della città | 10 aprile 2025    | 20 agosto 2025   |
| 10 | Brennendes Land    | Terra bruciata          | 17 aprile 2025    | 21 agosto 2025   |